# Ratoath
Ratoath (irsky Ráth tó) je město ve východní části Irska, v hrabství Meath. Žije zde 7 249 obyvatel (2006).
Leží na řece Broad Meadow Water, na křižovatce silnic R125 a R155, 23 km severozápadně od Dublinu. Sousedními městy jsou Ashbourne (7 km na východ), Dunboyne (12 km na jih), Dunshaughlin (6 km na západ), Duleek (18 km na sever) a Navan (24 km na severozápad).
Ratoath je satelitním městem Dublinu a zaznamenává rapidní nárůst obyvatelstva (v roce 1996 zde žilo 1 061 obyvatel, zatímco v roce 2006 již 7 249 obyvatel, tj. 583% nárůst). Jižně od města se nachází dostihová dráha Fairyhouse, kde se pravidelně pořádají dostihy Irish Grand National.